# Anisogaster nigroclavatus
Anisogaster nigroclavatus är en skalbaggsart som beskrevs av Leon Fairmaire 1903. Anisogaster nigroclavatus ingår i släktet Anisogaster och familjen långhorningar.
Artens utbredningsområde är Madagaskar. Inga underarter finns listade i Catalogue of Life.